# King David Crown
King David Crown – wieżowiec w osiedlu Centrum Tel Awiwu w mieście Tel Awiw, w Izraelu. Jest częścią pięciogwiazdkowego hotelu Dan Tel Awiw Hotel.

## Historia
Wieżowiec został wybudowany w 1994.

## Dane techniczne
Budynek ma 25 kondygnacji i wysokość 82 metrów. Składa się on z dwóch połączonych z sobą wież, z których jedna jest niższa.
Wieżowiec wybudowano w stylu modernistycznym. Wzniesiono go z betonu. Elewacja jest wykonana w kolorach białym i jasnobrązowym.
Wieżowiec jest wykorzystywany częściowo przez hotel. Druga część budynku jest zajęta przez 70 luksusowych apartamentów mieszkaniowych. Obie części posiadają osobne wejścia i osobne windy.